# Csabacsűd
Csabacsűd è un comune dell'Ungheria di 2 130 abitanti (dati 2001) . È situato nella contea di Békés. 

## Curiosità
E' il comune di nascita cui appartiene Emerenc, la curiosa protagonista del celebre romanzo, La porta, della pluripremiata e prolifica scrittrice ungherese Magda Szabó.